# Isomäki
Isomäki är en kulle i Finland.   Den ligger i den ekonomiska regionen  Uleåborgs ekonomiska region  och landskapet Norra Österbotten, i den centrala delen av landet, 500 km norr om huvudstaden Helsingfors. Toppen på Isomäki är 12 meter över havet. Isomäki ligger på ön Hailuoto.
Terrängen runt Isomäki är mycket platt. Havet är nära Isomäki västerut.  Närmaste större samhälle är Karlö, 6,0 km sydost om Isomäki. 